# クロモスリプシス

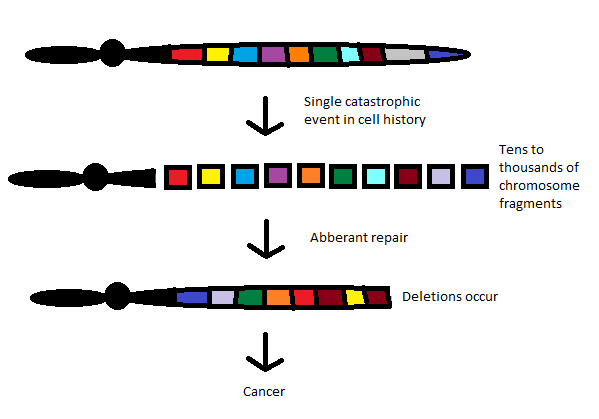
クロモスリプシスは一度に起こる破滅的なイベントであり、大規模な遺伝子の再編と、癌の発育進展をもたらす

クロモスリプシス（ = 染色体破砕、英語: Chromothripsis）とは、1つもしくはごく少数の染色体において、数十〜数千箇所にも及ぶ崩壊と再編成がおこる現象である。この現象は、局在、限定された遺伝子領域において、たった一度のイベントで発生する。悪性腫瘍および先天性疾患において認められる。細胞はこのような崩壊的なイベントに対して抵抗性を持ってはいるが、細胞が生存するために許容し得る最大限の現象と考えられている。 長い時間をかけてゆっくりと遺伝子の再編や体細胞の変異が起こり、それが蓄積して癌化が起きるという既存の概念と、相反する現象である。
この現象の発生機序は染色体における(特定領域の)同時多発的な破砕および、その後の異常なDNA修復パスウェイ、DNAの修復機構によると考えられている。初期の腫瘍発育・進展において発現し、がん抑制遺伝子の欠損や、癌遺伝子の増幅により細胞の形質転換をもたらす。
「クロモスリプシス」という名称は、ギリシャ語でchromosome(染色体)の略語であるchromoと、「粉々に砕く」という意味を表すthripsisに由来する新造語である。